# Крайнюков, Павел Евгеньевич
Павел Евгеньевич Крайнюков (род. 1968) — российский хирург.

## Биография
Родился 1 января 1968 года в поселке Пестравка Куйбышевской области. В 1993 году закончил Военно-медицинский факультет Самарского медицинского института. Проходил военную службу на должностях начальника медпункта, начальника мед-службы воинской части РВСН, старшего ординатора хирургического отделения военного госпиталя, начальника хирургического отделения ВГ, начальника гарнизонного ВГ, начальника базового ВГ.. Работал в университете имени Лумумбы, с 2014 года возглавляет военно-медицинскую академию имени Мандрыка. С 29 мая 2025 года член-корреспондент Российской академии наук

## Почетные звания
- Член- корреспондент РАРАН[3]
- Член-корреспондент РАН (2025)

## Сочинения
- Первая помощь при ранениях, травмах и других неотложных состояниях в условиях мирного времени///Крайнюков, Макиев, Булатов
- Лимфатическая терапия. Руководство//Крайнюков.
- Цифровая трансформация здравоохранения и ведомственной медицины//Столяр, Крайнюков, Калачев
- Иммобилизация в хирургии гнойно-воспалительных заболеваний кисти//Крайнюков, Кокорин, Матвеев